# Udo Riglewski
Udo Riglewski (Lauffen am Neckar, 28 luglio 1966) è un ex tennista tedesco.
Ottenne il suo best ranking in singolare il 9 luglio 1990 con la 82ª posizione; mentre nel doppio divenne, il 25 marzo 1991, il 6º del ranking ATP.
Specializzato nel doppio, ha vinto dieci tornei del circuito ATP e sette tornei del circuito Challenger. Nel 1991, in coppia con il connazionale Michael Stich ha vinto il Volvo U.S. National Indoor di Memphis negli Stati Uniti; in quell'occasione superarono gli australiani John Fitzgerald e Laurie Warder con il punteggio di 7-5, 6-3.
Sempre in coppia con il connazionale Michael Stich, nel 1991 raggiunse i quarti di finale sia dell'Australian Open che dell'US Open, venendo però sconfitto rispettivamente dagli statunitensi Patrick McEnroe e David Wheaton nel primo, e da Scott Davis e David Pate nel secondo. In altre dieci occasioni è riuscito a raggiungere le finali di un torneo del circuito ATP.
In singolare, in carriera ha ottenuto la vittoria finale nel solo torneo challenger di Heilbronn in Germania.

## Statistiche

### Singolare

#### Vittorie (0)
| Legenda tornei minori |
| Challenger (1)        |
| Futures (0)           |

| Numero | Data            | Torneo                                    | Superficie    | Sfidante in finale   | Punteggio     |
| 1.     | 11 gennaio 1988 | Intersport Heilbronn Open 1988, Heilbronn | Sintetico (i) | Michael Kupferschmid | 6-3, 6-7, 6-4 |

### Doppio

#### Vittorie (10)
| Numero | Data             | Torneo                                                 | Superficie    | Compagno          | Avversari in Finale                 | Punteggio     |
| 1.     | 18 maggio 1987   | ATP Firenze, Firenze                                   | Terra rossa   | Wolfgang Popp     | Paolo Canè Gianni Ocleppo           | 6-4, 6-4      |
| 2.     | 11 luglio 1988   | Swedish Open, Båstad                                   | Terra rossa   | Patrick Baur      | Stefan Edberg Nicklas Kroon         | 6-4, 6-4      |
| 3.     | 27 febbraio 1989 | Lorraine Open, Nancy                                   | Cemento (i)   | Tobias Svantesson | João Cunha e Silva Eduardo Masso    | 6-4, 6-7, 7-6 |
| 4.     | 17 aprile 1989   | ATP Nizza, Nizza                                       | Terra rossa   | Ricki Osterthun   | Heinz Günthardt Balázs Taróczy      | 7-6, 6-7, 6-1 |
| 5.     | 3 ottobre 1989   | Swiss Indoors, Basilea                                 | Sintetico (i) | Michael Stich     | Omar Camporese Claudio Mezzadri     | 6-3, 4-6, 6-0 |
| 6.     | 30 aprile 1990   | Internazionali di Tennis di Baviera, Monaco di Baviera | Terra rossa   | Michael Stich     | Petr Korda Tomáš Šmíd               | 6-1, 6-4      |
| 7.     | 21 maggio 1990   | ATP Bologna Outdoor, Bologna                           | Terra rossa   | Gustavo Luza      | Jérôme Potier Jim Pugh              | 7-6, 4-6, 6-1 |
| 8.     | 18 giugno 1990   | ATP Genova, Genova                                     | Terra rossa   | Tomás Carbonell   | Cristiano Caratti Federico Mordegan | 7-6, 7-6      |
| 9.     | 15 ottobre 1990  | Vienna Open, Vienna                                    | Sintetico (i) | Michael Stich     | Jorge Lozano Todd Witsken           | 6-4, 6-4      |
| 10.    | 18 febbraio 1991 | Volvo U.S. National Indoor, Memphis                    | Cemento (i)   | Michael Stich     | John Fitzgerald Laurie Warder       | 7-5, 6-3      |

| Legenda tornei minori |
| Challenger (7)        |
| Futures (0)           |

| Numero | Data              | Torneo                                     | Superficie    | Compagno        | Avversari in Finale                  | Punteggio     |
| 1.     | 29 settembre 1986 | Athens Challenger 1986, Atene              | Cemento       | Wolfgang Popp   | Stefan Svensson Lars-Anders Wahlgren | 2-6, 6-2, 7-6 |
| 2.     | 24 novembre 1986  | Valkenswaard Challenger 1986, Valkenswaard | Sintetico (i) | Wolfgang Popp   | Freddie Sauer Michiel Schapers       | 0-6, 6-4, 6-1 |
| 3.     | 11 gennaio 1988   | Intersport Heilbronn Open 1988, Heilbronn  | Sintetico (i) | Jaromír Bečka   | Axel Hornung Andreas Lesch           | 7-6, 4-6, 6-2 |
| 4.     | 14 novembre 1988  | Valkenswaard Challenger 1988, Valkenswaard | Sintetico (i) | Patrick Baur    | Wojciech Kowalski Christian Saceanu  | 3-6, 6-4, 6-3 |
| 5.     | 13 novembre 1989  | Valkenswaard Challenger 1989, Valkenswaard | Sintetico (i) | Tom Nijssen     | Karel Nováček Marián Vajda           | 4-6, 6-2, 6-1 |
| 6.     | 1º giugno 1992    | Schickedanz Open 1992, Fürth               | Terra rossa   | Rudiger Haas    | Brian Joelson Bertrand Madsen        | 6-1, 6-3      |
| 7.     | 12 dicembre 1994  | Cologne Challenger 1994, Colonia           | Cemento (i)   | Alexander Mronz | Pat Cash Jörn Renzenbrink            | 6-4, 6-2      |

#### Finali perse (10)
| Numero | Data             | Torneo                                   | Superficie    | Compagno       | Avversari in Finale            | Punteggio     |
| 1.     | 5 febbraio 1990  | Milan Indoor, Milano                     | Sintetico (i) | Tom Nijssen    | Omar Camporese Diego Nargiso   | 4-6, 4-6      |
| 2.     | 26 febbraio 1990 | Volvo U.S. National Indoor, Memphis      | Cemento (i)   | Michael Stich  | Darren Cahill Mark Kratzmann   | 3-6, 2-6      |
| 3.     | 7 maggio 1990    | ATP German Open, Amburgo                 | Terra rossa   | Michael Stich  | Sergi Bruguera Jim Courier     | 6-4, 1-6, 6-7 |
| 4.     | 9 luglio 1990    | Swedish Open, Båstad                     | Terra rossa   | Jan Gunnarsson | Ronnie Båthman Rikard Bergh    | 1-6, 4-6      |
| 5.     | 20 agosto 1990   | Waldbaum's Hamlet Cup, Long Island       | Cemento       | Michael Stich  | Guy Forget Jakob Hlasek        | 6-2, 3-6, 4-6 |
| 6.     | 11 febbraio 1991 | U.S. Pro Indoor, Filadelfia              | Sintetico (i) | Michael Stich  | Rick Leach Jim Pugh            | 6-3, 6-7, 3-6 |
| 7.     | 19 ottobre 1992  | Vienna Open, Vienna                      | Sintetico (i) | Kent Kinnear   | Ronnie Båthman Anders Järryd   | 3-6, 5-7      |
| 8.     | 29 marzo 1993    | Estoril Open, Estoril                    | Terra rossa   | Menno Oosting  | David Adams Andrej Ol'chovskij | 3-6, 5-7      |
| 9.     | 4 ottobre 1993   | Grand Prix de Tennis de Toulouse, Tolosa | Cemento (i)   | David Prinosil | Byron Black Jonathan Stark     | 5-7, 6-7      |
| 10.    | 28 febbraio 1994 | Copenaghen Open, Copenaghen              | Sintetico (i) | David Prinosil | Martin Damm Brett Steven       | 3-6, 4-6      |